# Reprezentacja Armenii w piłce nożnej kobiet
Reprezentacja Armenii w piłce nożnej kobiet – oficjalna drużyna reprezentująca Armenię w rozgrywkach piłki nożnej kobiet.

## Mistrzostwa Świata
- 1991 (nie zakwalifikowała się)
- 1995 (nie zakwalifikowała się)
- 1999 (nie zakwalifikowała się)
- 2003 (nie zakwalifikowała się)
- 2007 (nie zakwalifikowała się)
- 2011 (nie zakwalifikowała się)

## Mistrzostwa Europy
- 1984 (nie zakwalifikowała się)
- 1987 (nie zakwalifikowała się)
- 1989 (nie zakwalifikowała się)
- 1991 (nie zakwalifikowała się)
- 1993 (nie zakwalifikowała się)
- 1995 (nie zakwalifikowała się)
- 1997 (nie zakwalifikowała się)
- 2001 (nie zakwalifikowała się)
- 2005 (nie zakwalifikowała się)
- 2009 (nie zakwalifikowała się)

## Igrzyska olimpijskie
- 1996 (nie zakwalifikowała się)
- 2000 (nie zakwalifikowała się)
- 2004 (nie zakwalifikowała się)
- 2008 (nie zakwalifikowała się)
- 2012 (nie zakwalifikowała się)
- 2016 (nie zakwalifikowała się)